# Rubén Juárez

Rubén Juárez

Rubén Juárez (* 5. November 1947 in Ballesteros, Córdoba; † 31. Mai 2010 in Buenos Aires) war ein argentinischer Sänger, Bandoneonist und Komponist der Tangomusik.

## Leben und Wirken
Juárez’ Eltern siedelten mit Rubén zwei Jahre nach dessen Geburt nach Buenos Aires um, wo er im Alter von sechs Jahren seine ersten Bandoneonstunden erteilt bekam. 
Im Alter von neun Jahren debütierte Rubén als Bandoneonist im Orchester de Clubs Independiente, in dem er drei Jahre lang spielte. Er begann gleichzeitig auf verschiedenen Penias und Clubs zu singen. Er spielte auch bei verschiedenen Rockbands, bevor er sich ganz dem Tango widmete. 
1962 gewann Juárez einen Preis als bester Tangosänger in der Kantine „La Huella del Tango“. Diese erste Erfahrung und der Tod seines Idols Julio Sosa veranlassten ihn, Tanguero zu werden. Er lernte Héctor Arbelo, den ehemaligen Gitarristen von Julio Sosa, kennen und tourte mit ihm durch Argentinien.
Horacio Quintana, bekannter Sänger von Lucio Demare, wurde auf ihm aufmerksam und brachte ihn 1969 zum bekanntesten Tangoclub jener Zeit, dem Cano 14. Er bekam 1969 einen Vertrag beim Label Odeon und trat in der TV-Sendung Sabados Circulares auf, durch die er landesweit bekannt wurde. Rubén Juárez arbeitete mit Tangomusikern zusammen wie Carlos García, Armando Pontier, Raúl Garello, Roberto Grela und Leopoldo Federico. Juárez führte jahrelang das Lokal Cafe Homero in Buenos Aires, in dem wichtige Musiker des Tangos wie Roberto Goyeneche auftraten. 
Rubén Juárez als Tangomacher wirkte zuletzt als Drehscheibe zwischen der Tradition und den neuen Generationen des Tangos. Er trat auch mit Rockstars auf und beherrschte einen Tangostil, der durch seinen Gesang tiefseelisch und gleichzeitig virtuos und vollrhythmisch in seinem Bandoneonspiel ist. In den letzten Jahren hatte er zwar nicht mehr die kristallklare Stimme seiner jungen Jahre, gewann dafür aber sehr an Tiefe und an Ausdruckskraft. 
Am 31. Mai 2010 starb Rubén Juárez in einem Krankenhaus in der argentinischen Hauptstadt Buenos Aires.